# Makkūk
Makkūk (arabisch مكّوك) ist ein altes arabisches Volumen- und Getreidemaß, das auch in Syrien und im Irak verwendet wurde.
- In Basra 1 Makkuk = 7,5 Liter
- Aleppo 1 Makkuk = 22 Kail ≈ 144,76 Liter

weitere:
- 1 Kära = 2 Qafis = 16 Makkuk = 120 Liter

Das Maß Rotl/Rottel, das den Makuk in Syrien bestimmte, ist auch als Gewichtsmaß bekannt.
- 1 Makuk = 250 Rotl/Rottel = 800 Liter
  - 1 Rotl = 3,2 Liter